# Тень (фильм, 1994)
«Тень» (англ. The Shadow) — американский супергеройский фильм 1994 года режиссёра Расселла Малкэхи по мотивам одноимённой серии pulp-журналов Уолтера Брауна Гибсона, созданной в 1931 году.

## Сюжет
На Опиумных полях Тибета, в годы после Первой мировой войны, правит жестокий и беспринципный криминальный босс по имени Ин-Ко (манд. Тёмный Орёл). Он настолько не ценит человеческую жизнь, что даже не моргнув глазом позволил своим людям расстрелять своего камердинера Ву, которым прикрывался один из опиумных плантаторов, Ли Хонг. Однажды ночью Ин-Ко похищают несколько тибетских монахов, которые приводят его в монастырь к Тулку, одному из Святых Тибета, при этом монастырь скрыт так, что видна лишь захудалая палатка, за которой только пелена мглы. В монастыре Тулку, явившийся Ин-Ко юношей, называет его настоящим именем — Ламонт Крэнстон, и говорит, что долгие годы он сражался со своей «тёмной стороной» и всегда проигрывал, но Тулку может научить его обуздать её и встать на путь Света. Ламонт не слушает мудреца и пытается напасть на него ритуальным кинжалом Пхурбой, но кинжал оказывается живым и обращается против Ламонта. Следующие семь лет Ламонт постигает мастерство Тулку, обучился сильнейшим ментальным способностям одурманивать человеческий разум и даже становиться невидимым, но не способным спрятать единственную вещь, которая всегда остается на виду... свою Тень. Окончив обучение, Ламонт Крэнстон принимает решение вернуться на родину, в Нью-Йорк, раздираемый хаосом и преступностью, порождёнными Великой депрессией.
1933 год. На Бруклинском мосту мафиози по имени Дюк вместе со своими помощниками, Джонни и Макси, собираются выбросить в реку с цементом на ногах доктора Роя Тэма, который оказался случайным свидетелем убийства полицейского. Внезапно гангстеров настигает глухой таинственный голос и зловещий, почти истеричный смех, а затем им начинает мерещиться силуэт в чёрном плаще, шляпе и с красным шарфом на лице. Силуэт начинает в открытую нападать на Дюка, говоря, что Дюк совершил убийство и должен сознаться, ведь иначе силуэт будет преследовать Дюка везде, где бы тот ни был. Вися на краю моста, гангстер соглашается сдаться полиции, признав вину в преступлениях, совершённых им, и когда Дюк оказывается на земле без сознания, Джонни и Макси видят человека в чёрном плаще, шляпе и костюме-двойке, чьё лицо ниже носа скрыто красным шарфом, а в плечевой кобуре томятся два серебристых Кольта. В нём они узнают Тень — «городскую легенду», вселяющую в преступный мир города неподдельный страх. Бандиты разбегаются прочь, а Тень вытаскивает перед Тэмом пистолеты. Учёный готов принять свою смерть, но Тень лишь расстреливает бетон на его ногах, тем самым освобождая его. 
Тень вербует Роя Тэма в свою обширную агентурную сеть, в которую входят дюжины спасённых им людей, отличительной чертой которых является перстень с большим сияющим рубином. На вопрос Тэма о том, откуда он узнал о нём, таинственный герой отвечает со смехом, что «Тень знает всё». Тень, а точнее Ламонт Крэнстон, просит водителя такси Мозеса «Мо» Швернитца, одного из немногих, кто знает о тайной личности своего «босса», привести его в Клуб «Кобальт». Там Ламонт встречается каждый вечер со своим дядей, комиссаром нью-йоркской полиции Уэйнрайтом Бартом. Ламонт создаёт образ богатого бездельника, который вернулся домой после «поисков себя» из-за ужасов войны, а ещё Ламонт гипнотизирует дядю всякий раз, как он получает донесения о деятельности Тени, убеждая, что это лишь байки и создавать опергруппу для её поимки ни к чему. В тот вечер Ламонт видит прекрасную блондинку в шёлковом платье, которая поразила его в мгновении ока. Уэйнрайт говорит, что это Марго Лейн, дочь видного учёного-энергетика, работающего на Министерство обороны США, и предостерегает племянника, что эта девушка со «странностями».
Ламонт подсаживается к Марго и поражает её своей способностью угадывать её желание: начиная с предпочтений вина, а после предлагая съесть утку по-пекински в ресторанчике в Чайнатауне. Однако Марго поражает его самого тем, что наперёд угадывала его мысли, в частности, её комплимент по поводу платья. Проводив её до дома, Ламонт признаётся Мо, что Марго очень опасна для Ламонта из-за своих телепатических способностей. Ночью, заснув с бокалом бурбона у камина, Ламонту является видение, в котором огонь из камина превращается в смеющееся лицо, от которого бокал взрывается. Проснувшись и увидев, что взрыв был наяву, Ламонт с ужасом говорит, что «Кто-то идёт».
В ту ночь в Американский музей естественной истории привозят из Тибета серебряный саркофаг. Хранитель музея, который по надписи на латыни узнал в нём гроб Тэмуджина, просит сторожа не трогать его, пока сам идёт звонить на таможню по поводу столь необычной посылки. Но как только сторож остался один, замки саркофага начинают сами собой открываться и закрываться, пока саркофаг не распахивается и не выпускает молодого мужчину, одетого в традиционный монгольский наряд. Его зовут Шиван-хан (он считает себя дальним потомком великого завоевателя Чингиз-хана). Загипнотизировав сторожа, он заставляет его принести свою жизнь в жертву себе - его новому повелителю, что сторож и исполняет, выстрелив из револьвера себе в висок. Далее Шиван-хан продолжает демонстрировать полное равнодушие к жизням простых людей, убивая по собственной прихоти рядовых жителей города. Тень во что бы то ни стало должен остановить его притязания на власть над всем миром.

## В ролях
| Актёр               | Роль                                   |
| ------------------- | -------------------------------------- |
| Алек Болдуин        | Ламонт Крэнстон / Ин-Ко / Тень         |
| Джон Лоун           | последний потомок Чингисхана Шиван-Хан |
| Пенелопа Энн Миллер | дочь доктора Лейна Марго Лейн          |
| Питер Бойл          | личный водитель Тени Мозес Швернитц    |
| Иэн Маккеллен       | доктор Рейнхардт Лейн                  |
| Тим Карри           | Фарли Клеймор                          |
| Джонатан Уинтерс    | комиссар полиции Уэйнрайт Барт         |

## Номинации
«Сатурн», 1995:
- Лучшая женская роль (Пенелопа Энн Миллер)
- Лучшая музыка (Джерри Голдсмит)
- Лучшие костюмы (Боб Рингвуд)
- Лучшие спецэффекты (Fantasy II Film Effects, Visual Concept Engineering)